# Париж — Шарль де Голль
Міжнародний аеропорт Руассі — Шарль де Голль (фр. Aéroport Paris-Charles-de-Gaulle, (IATA: CDG, ICAO: LFPG)) — головний міжнародний аеропорт, що обслуговує Париж, столицю Франції. 
Відкритий в 1974 році, розташований в Руассі-ан-Франс, за 23 км на північний схід від Парижа, і названий на честь лідера Другої світової війни та президента Франції Шарля де Голля (1890–1970).
Аеропорт імені Шарля де Голля є хабом Air France та інших перевізників (Star Alliance, Oneworld і SkyTeam), а також операційною базою для easyJet і Norse Atlantic Airways. 
Управляється Groupe ADP під брендом Paris Aéroport.
У 2023 році аеропорт обслужив 67 421 316 пасажирів і 448 305 рейсів 
, 
що зробило його дев’ятим за завантаженістю аеропортом у світі та третім за завантаженістю аеропортом Європи (після Стамбула та Хітроу) за кількістю пасажирів. 
Шарль де Голль також є найзавантаженішим аеропортом в Європейському Союзі. 
З точки зору вантажообігу, аеропорт є одинадцятим за завантаженістю у світі та найзавантаженішим в Європі, обробляючи 2 102 268 тонн вантажів у 2019 році. 

Також аеропорт, обслуговує найбільшу кількість авіакомпаній, понад 105 авіакомпанії, що працюють в аеропорту. 

## Термінали
Аеропорт імені Шарля де Голля має три термінали: термінал 1 є найстарішим і розташований навпроти терміналу 3; Термінал 2 розташований на іншій стороні з 7 будівлями субтерміналів (від 2A до 2G). 
Термінал 2 спочатку був побудований виключно для Air France; 

з тих пір він був значно розширений, і тепер обслуговує інші авіакомпанії. 
Термінали з 2A по 2F з’єднані пішохідними доріжками та розташовані поруч один з одним. 
Термінал 2G — будівля-супутник, з'єднана рейсовим автобусом. 

Термінал 3 (раніше відомий як «Термінал 9») обслуговує чартерні та бюджетні авіакомпанії. 
Трансфер CDGVAL з’єднує термінал 2 із терміналами 1 і 3 та їх паркінгами.
До пандемії COVID-19 аеропорт імені Шарля де Голля дозволив усім членам Star Alliance використовувати термінал 1, членам Oneworld використовувати термінал 2A, а членам SkyTeam використовувати термінали 2C, 2E (міжконтинентальний), 2D, 2F і 2G (європейські маршрути). 
Обслуговування кілька разів змінювалися через пандемію.
Сьогодні термінал 1 обслуговує авіакомпанії Star Alliance, авіакомпанії Oneworld використовує термінал 1 для маршрутів на Близький Схід і Азію, а також 2B для рейсів до Америки, Африки та Європи (через закриття терміналу 2А) і авіакомпанії SkyTeam використовувати термінали 2E для міжнародних маршрутів і 2F для шенгенських маршрутів.

### Термінал 1
Перший термінал, спроектований Полем Андре, побудований за зображенням восьминога. 
Складається з круглої будівлі терміналу, в якій розташовані ключові функції, такі як стійки реєстрації та конвеєри отримання багажу. 
Сім сателітів з виходами з'єднані з центральним корпусом підземними переходами.
Центральна будівля з великим світловим вікном у центрі присвячує кожен поверх одній функції. 
Перший поверх зарезервований для технічних операцій і не доступний для громадськості. 
На другому поверсі розташовані крамниці та ресторани, платформи міжтермінальних поїздів CDGVAL (для терміналу 2 і потягів до центру Парижа) і стійки реєстрації після нещодавнього ремонту. 
Однак більшість стійок реєстрації розташовані на третьому поверсі, звідки також є доступ до стоянок таксі, автобусних зупинок і спеціальних транспортних засобів. 
Пасажири, які вилітають, маючи дійсні посадкові талони, можуть дістатися до виходу на посадку на четвертий поверх, де розташовані крамниці безмитної торгівлі та пости прикордонного контролю. 
На п'ятому поверсі знаходяться конвеєри видачі багажу для прибулих пасажирів. На всіх чотирьох верхніх поверхах відведені зони для паркування та офісів авіакомпаній.
Проходи між третім, четвертим і п'ятим поверхами забезпечуються переплетенням ескалаторів, розташованих по центру будівлі. 
Ці ескалатори збудовані над центральним кортом. 
Кожен ескалатор закритий прозорою трубою для захисту від будь-яких погодних умов. 
Ці ескалатори часто використовувалися на зйомках фільмів (наприклад, Остання банда Аріеля Зейтуна). 
Альбом Alan Parsons Project I Robot містить ці ескалатори на обкладинці.
Термінал 1 закрився в березні 2020 року у відповідь на падіння трафіку під час пандемії COVID-19. 
ADP використала цей час для реконструкції вартістю 250 мільйонів євро. 
Завершена у 2023 році реконструкція створила нові будівлі вузла, що з’єднує сателіти 1, 2 і 3, а також модернізацію центрального корпусу терміналу. 
Різноманітні деталі дизайну оновленого терміналу віддають належне круглій формі оригінального дизайну Андре. Оновлений Термінал 2 також має нову залу очікування відправлення, розроблену французькими дизайнерами Максимом Ліотаром і Уго Торо, яка відображає атмосферу паризького бістро. 

Усі авіакомпанії Star Alliance використовують Термінал 1. 

Інші перевізники, які використовують Термінал 1, перевізники Oneworld: Cathay Pacific, Qatar Airways і SriLankan Airlines, 
а також перевізники поза альянсом Aer Lingus, Emirates, Etihad Airways, Eurowings, Icelandair, Kuwait Airways і Oman Air. 

### Термінал 2
Термінал 2 складається з семи сателітів: від 2A до 2G. 
Термінали 2A і 2F з’єднані міжтермінальними траволаторами, але термінал 2G є будівлею-супутником за 800 метрів. 
До терміналу 2G можна дістатися лише на маршрутному автобусі від терміналів 1, 2A до 2F і 3. 
Міжтермінальний поїзд CDGVAL, Paris RER Regional-Express і станція високошвидкісної залізниці TGV Аеропорт Париж — Шарль де Голль 2 TGV розташовані в межах комплекс Термінал 2 і між 2C і 2E (з одного боку) або 2D і 2F (з протилежного боку).
Термінали 2B і 2D використовуються більшістю авіакомпаній, що входять до альянсу Oneworld, за винятком авіакомпаній Oneworld, що здійснюють далекомагістральні рейси до Азії та Близького Сходу, французьких закордонних авіакомпаній Air Austral і Air Tahiti Nui

та всіх інших короткомагістральних рейсів, що не належать до SkyTeam, короткомагістральних та середньомагістральних авіакомпаній, які не здійснюють рейси з терміналу 1. 

та перевізник SkyTeam Czech Airlines також використовує цей термінал. 

Термінали 2E і 2F призначені для Air France і її партнерів SkyTeam, за винятком Czech Airlines (термінал 2D) і Saudia (термінал 1). 
Декілька інших перевізників також використовують термінал 2E: Oneworld — Japan Airlines

і перевізники поза альянсом — Air Mauritius, China Southern Airlines, Gulf Air, LATAM Chile і WestJet. 

#### Обвалення терміналу 2E

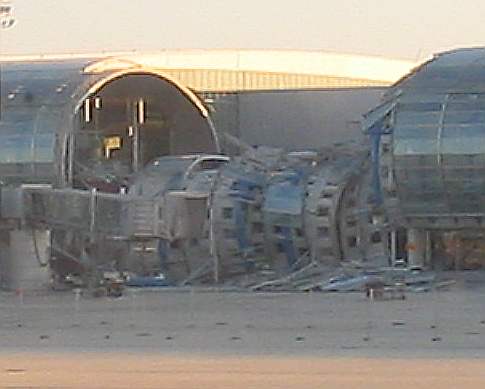
Зруйнований термінал 2E, червень 2004 року

23 травня 2004 року, незабаром після урочистого відкриття терміналу 2E, його частина обвалилася біля виходу E50, убивши чотирьох людей. 

Повідомляється, що двоє загиблих були громадянами Китаю, один чех, а інший ліванець. 

Ще троє людей отримали травми під час обвалу. 
Термінал 2E був урочисто відкритий у 2003 році після деяких затримок у будівництві та був спроектований Полем Андре. 
Розпочато адміністративне та судове розслідування.
До цієї аварії ADP планувала первинне публічне розміщення акцій у 2005 році з новим терміналом як основною привабливістю для інвесторів. 
Частковий обвал і закриття терміналу на невизначений термін перед початком літа серйозно вдарили по бізнес-плану аеропорту.
У лютому 2005 року були опубліковані результати адміністративного розслідування. 
Експерти відзначили, що не було жодної окремої помилки, а скоріше було декілька причин руйнування конструкції, яка мала запас безпеки. 
Розслідування виявило, що бетонний склепінчастий дах був недостатньо пружним і був пробитий металевими стовпами, а деякі отвори послабили конструкцію. 
Джерела, близькі до розслідування, також повідомили, що весь ланцюжок будівництва працював максимально близько до лімітів, щоб зменшити витрати. 
Пол Андре засудив будівельні компанії за те, що вони неправильно підготували залізобетон.
17 березня 2005 року компанія ADP вирішила знести та відновити всю частину терміналу 2E («пристань»), частина якої була зруйнована, вартістю приблизно 100 мільйонів євро. 

Реконструкція замінила інноваційний стиль бетонної труби причалу на більш традиційну структуру зі сталі та скла. Під час реконструкції в районі терміналу було споруджено дві тимчасові зали вильоту, які повторювали пропускну здатність 2E до обвалення. 
Термінал було повністю відкрито 30 березня 2008 року.

### Термінал 2G

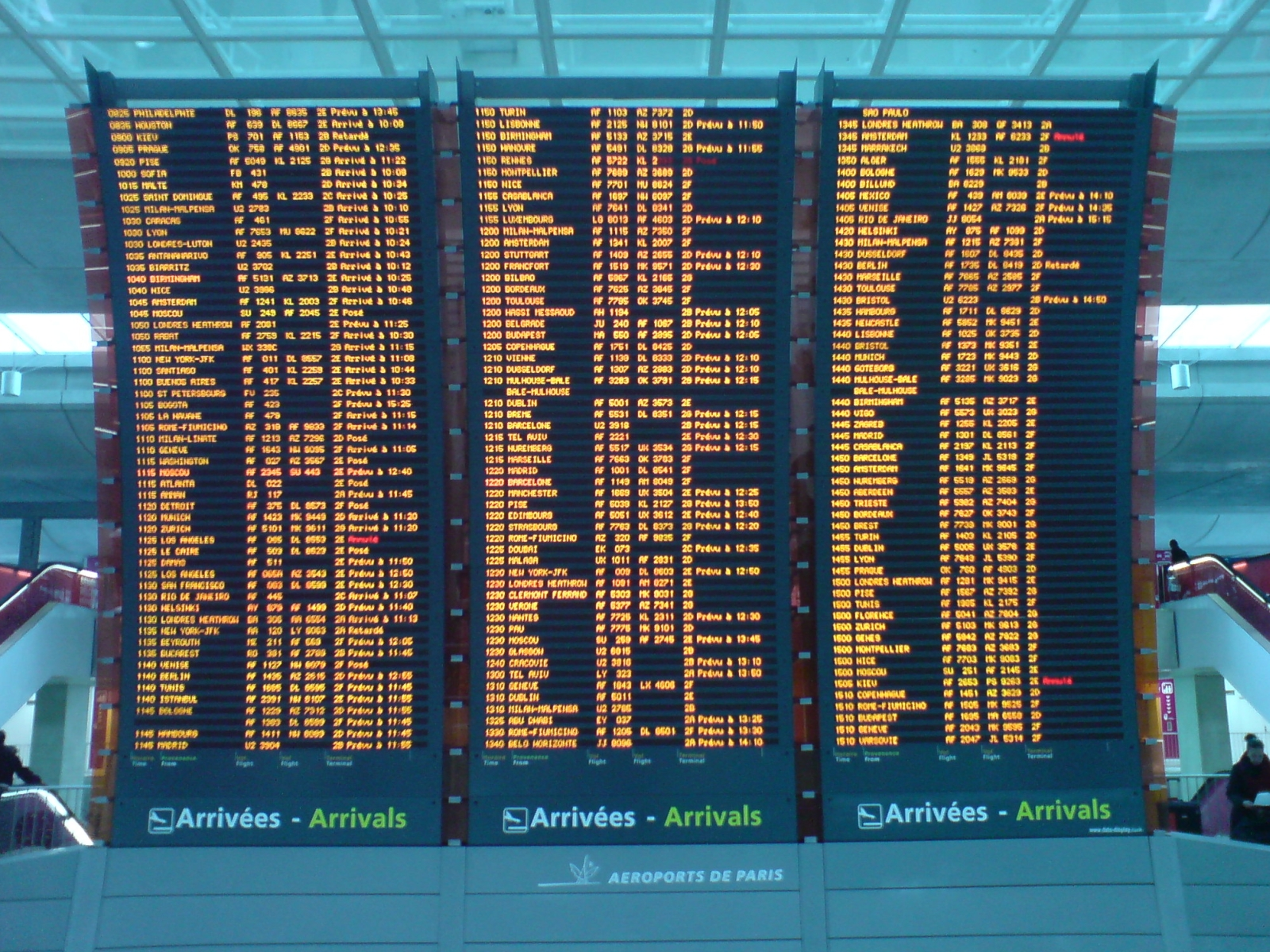
Термінал 2, колишнє табло

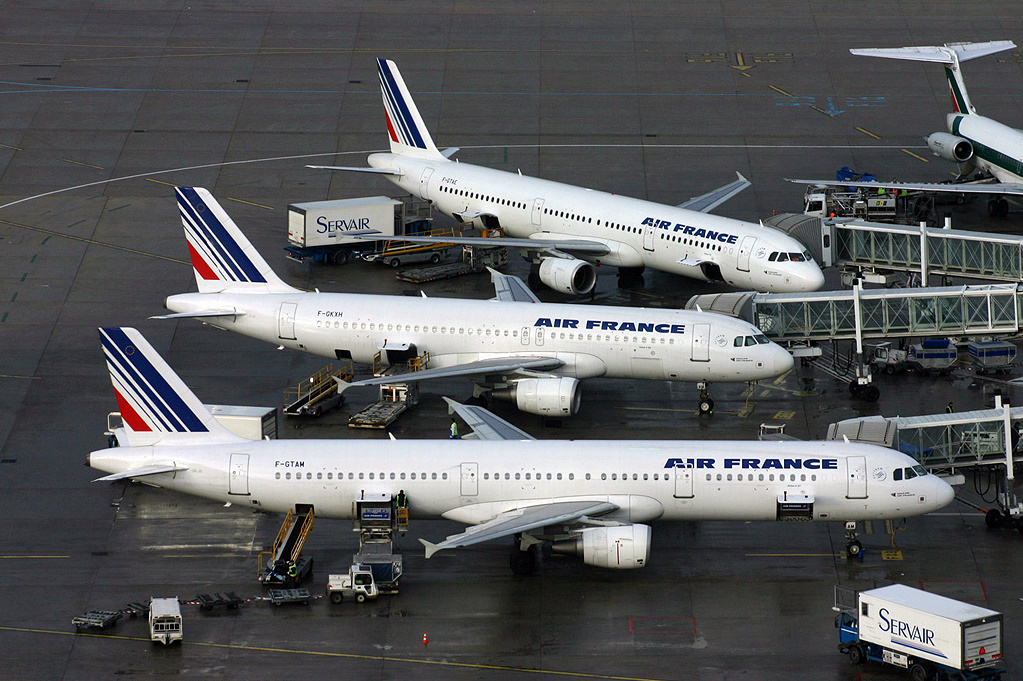
Літак Air France на стенді терміналу 2F аеропорту Шарля де Голля.

Термінал 2G, обслуговує регіональні рейси Air France і HOP!, відкритий у 2008 році. 
Цей термінал розташований на схід від усіх терміналів, і до нього можна дістатися лише маршрутним автобусом. Термінал 2G використовується для пасажирів, які летять Шенгенською зоною (і тому не має паспортного контролю), обслуговує регіональні та європейські перевезення авіакомпанії Air France, а також надає літакам малої місткості (до 150 пасажирів) швидший час, ніж зараз, завдяки дозволу паркуватися біля нової будівлі терміналу та здійснювати посадку пасажирів переважно автобусом або пішки. 
Автобусна лінія під назвою "navette orange" з'єднує термінал 2G в зоні перевірки безпеки з терміналами 2E і 2F. Пасажирам, які пересаджуються в інші термінали, необхідно продовжити поїздку на інших автобусах у зоні перевірки безпеки, якщо їм не потрібно отримувати свій багаж.

### Термінал 2E, зал L (сегмент 3)
Завершення будівництва Сегменту 3 (або S3) довжиною 750 м безпосередньо на схід від терміналів 2E і 2F забезпечує додаткові телетрапи для пасажирських літаків великої місткості, зокрема Airbus A380. 
Реєстрація та обробка багажу забезпечується наявною інфраструктурою в терміналах 2E та 2F. 
Сегмент 3 був частково відкритий 27 червня 2007 року та повністю запрацював у вересні 2007 року. 
Зараз він відповідає виходам L терміналу 2E.

### Термінал 2E, зал M (сегмент 4)
Сегмент S4, який прилягає до S3 і є частиною терміналу 2E, офіційно відкритий 28 червня 2012 року. 
Зараз він відповідає визодам M терміналу 2E. 
Призначений для далекомагістральних рейсів, може обслуговувати 16 літаків одночасно з очікуваною пропускною здатністю 7,8 мільйонів пасажирів на рік. 
Його відкриття призвело до переміщення всіх авіакомпаній SkyTeam до терміналів 2E (для міжнародних перевізників), 2F (для шенгенських європейських перевізників) і 2G.

### Термінал 3
Термінал 3 розташовано за 1 км від терміналу 1. 
Складається з однієї будівлі для прибуття та вильоту. 
Відстань пішки між терміналами 1 і 3 становить 3 км; однак залізнична станція (під назвою «термінал 1 аеропорту CDG») для поїздів RER і CDGVAL знаходиться лише на за 300 м. 
Термінал 3 не має виходів на посадку, і всі пасажири доставляються автобусами аеропорту до місць стоянки літаків.
Skytrax визнала термінал 3 найкращим у світі терміналом недорогих авіакомпаній у 2024 році. 

### Скасований проект Терміналу 4
Про плани будівництва нового терміналу, Терміналу 4, було вперше оголошено у 2014 році. 
З орієнтовною вартістю 9 мільярдів євро, новий термінал мав бути побудований приблизно у 2025 році, коли буде досягнуто максимальної місткості аеропорту імені Шарля де Голля в 80 мільйонів. 
Після будівництва новий термінал міг би прийняти 30-40 мільйонів пасажирів на рік і, ймовірно, був би побудований на північ від терміналу 2E. 
. 
Проте пропозицію щодо Терміналу 4 було скасовано у 2021 році через зменшення трафіку внаслідок пандемії COVID-19 та нових екологічних норм, які зробили проект неможливим. 

## Руассіполь
«Roissypôle» — комплекс, що складається з офісних будівель, торгових районів, готелів, а також автобусної станції та станції RER B в аеропорту Шарля де Голля. 
Комплекс містить головний офіс Air France, 

Континентальна площа, 

«Hilton Paris Charles de Gaulle Airport» 

і будівлю «le Dôme». 
«Le Dôme» містить головний офіс «Air France Consulting», дочірньої компанії Air France. 
 
На Континентальній площі знаходиться головний офіс дочірньої компанії Air France Servair

## Наземний транспорт

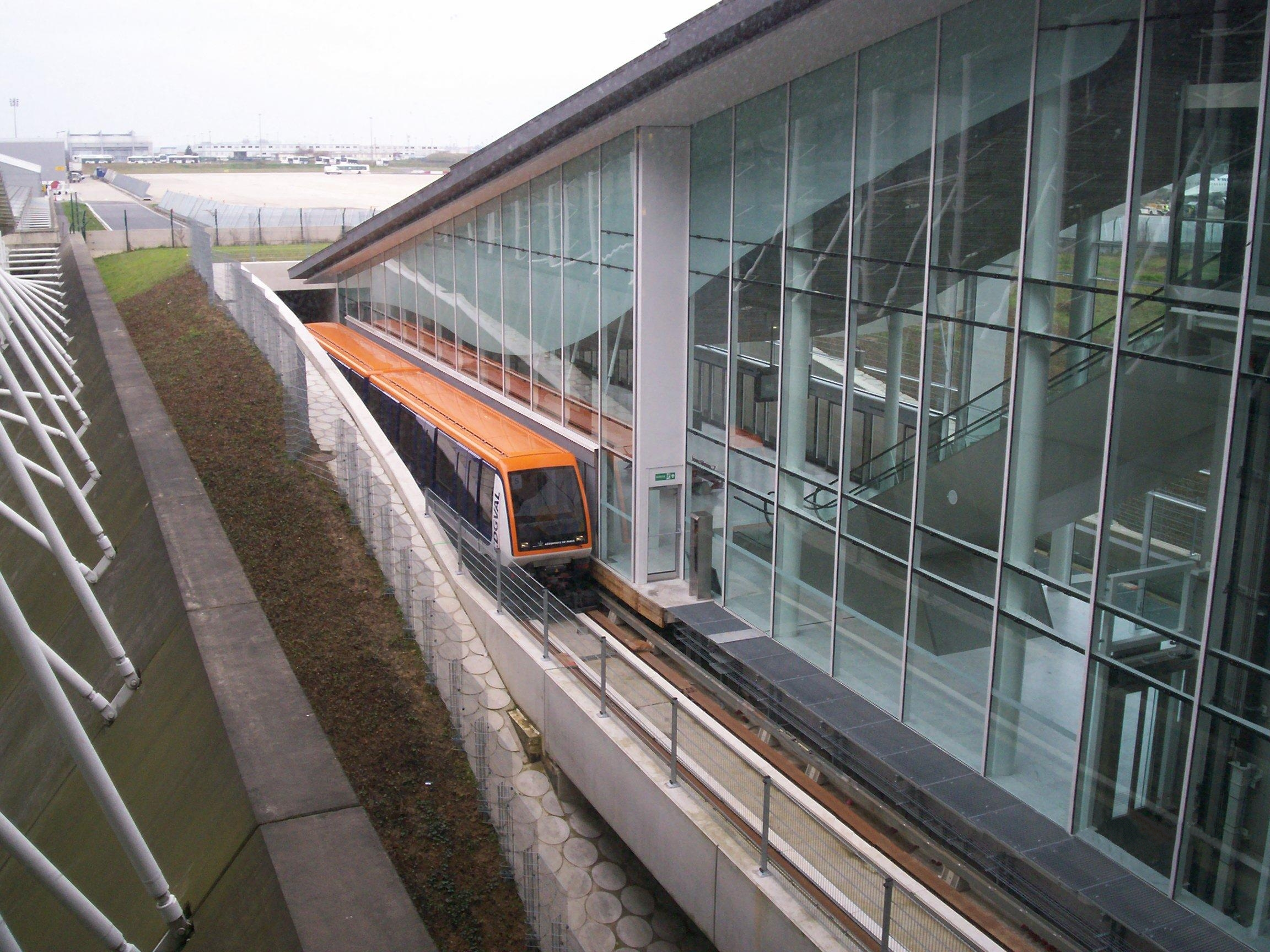
Термінал 2, станція CDGVAL

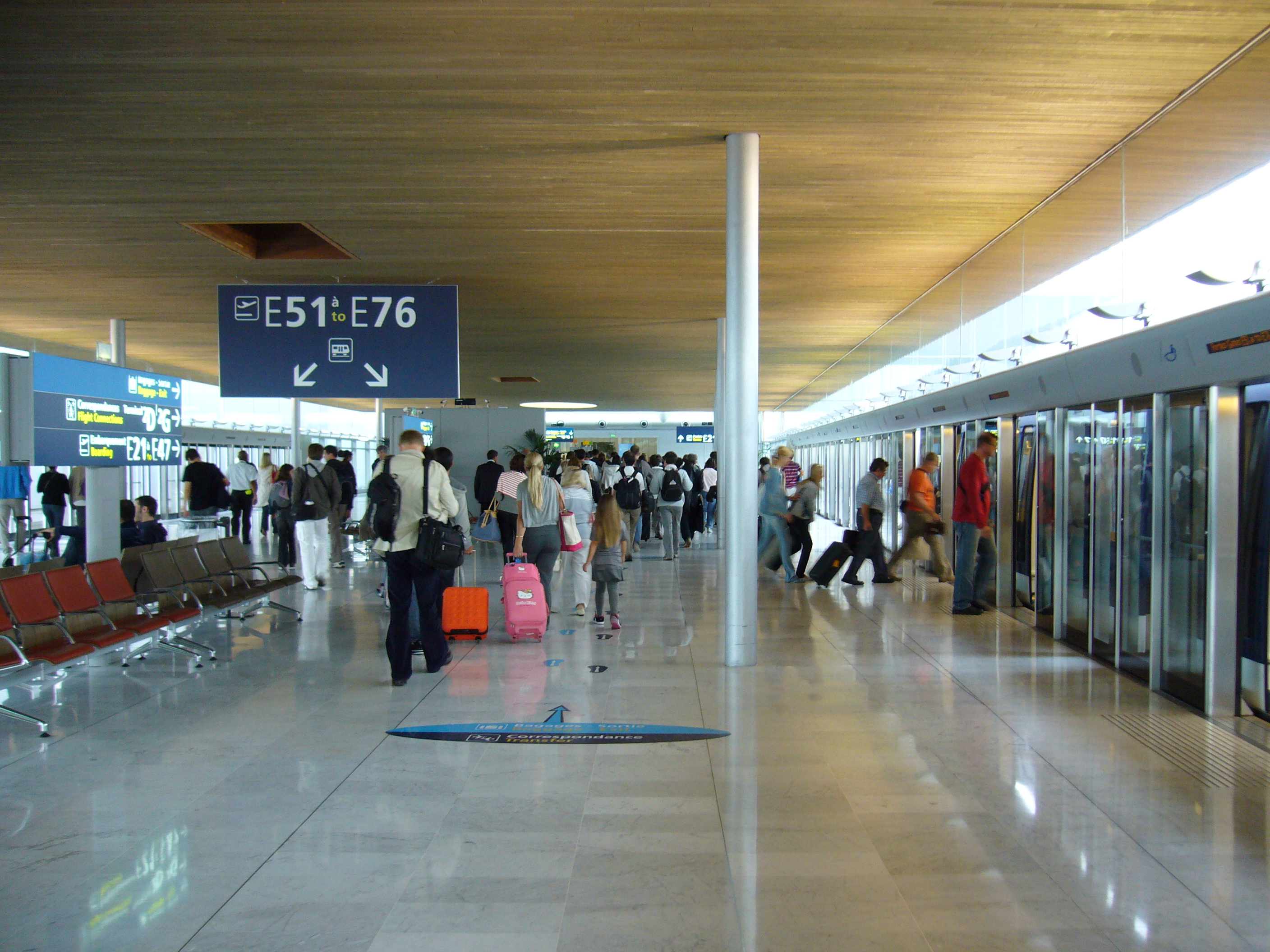
Термінал 2E, станція LISA

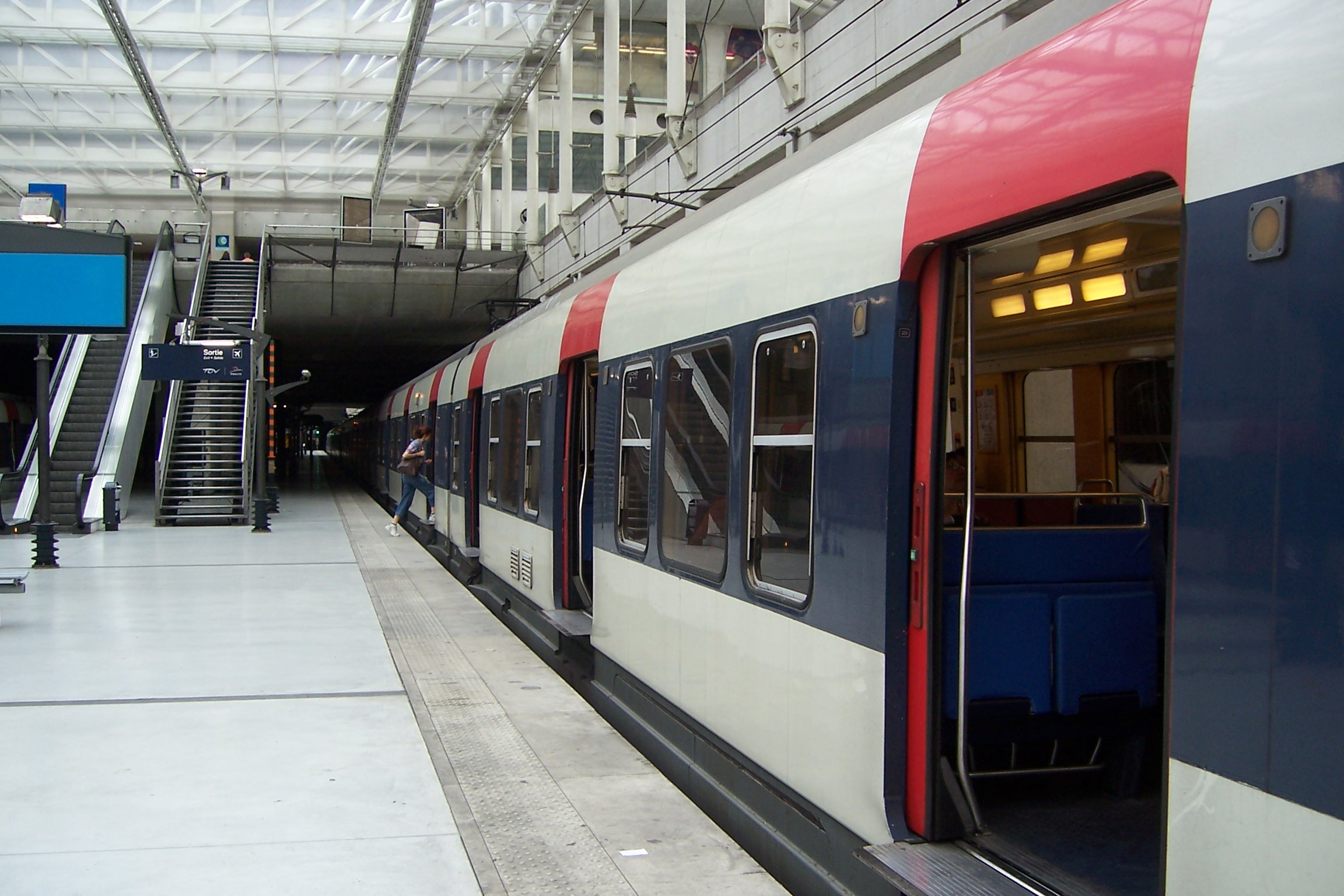
Станція RER «Аеропорт Шарль де Голль 2 TGV»

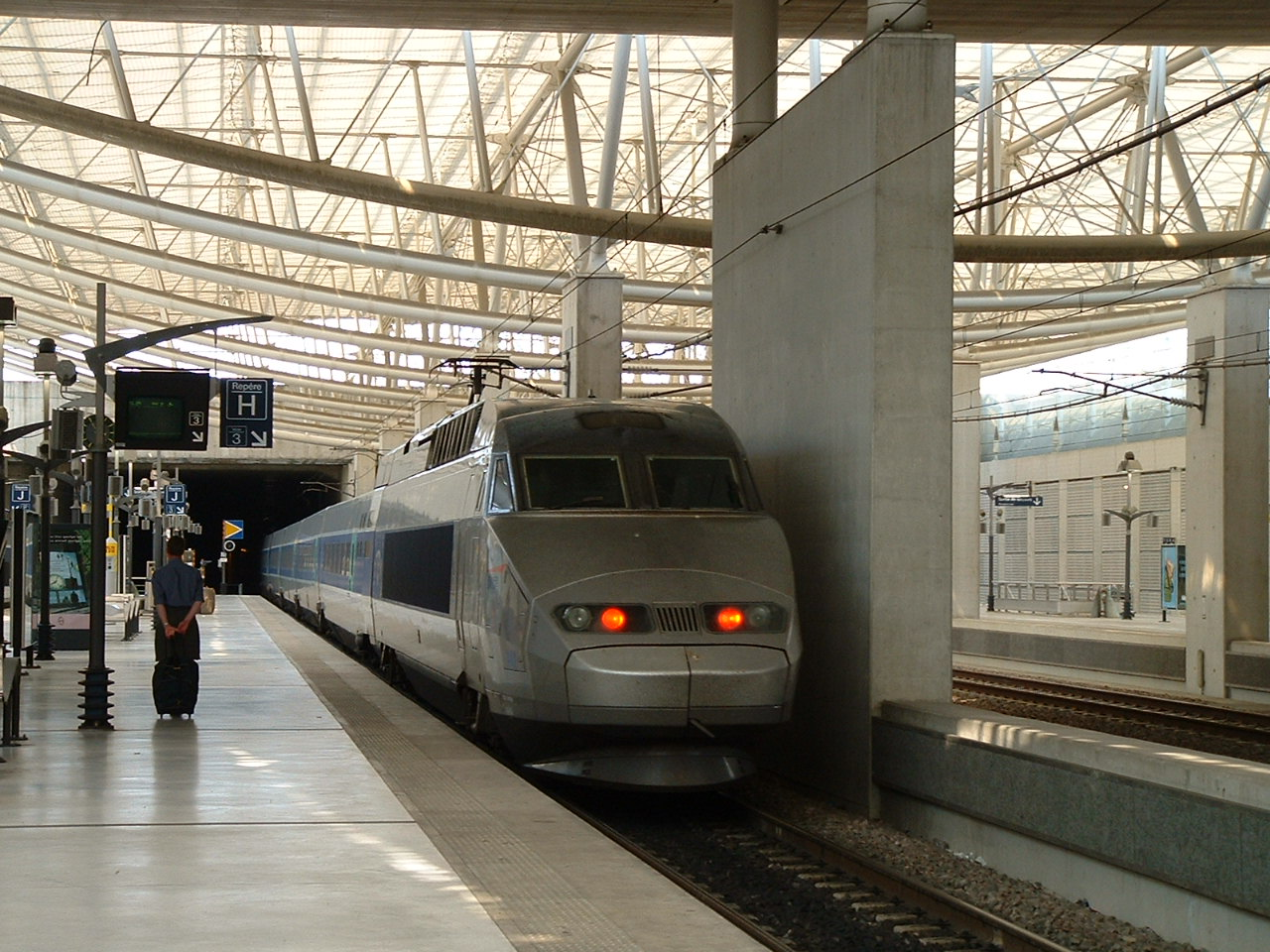
«Аеропорт Шарль де Голль 2 TGV»

### CDGVAL
Термінали аеропорту обслуговуються безкоштовною автоматизованою залізничною системою, що складається з двох ліній ( CDGVAL і LISA).
- CDGVAL (фр. Charles de Gaulle Véhicule Automatique Léger) — сполучає термінал 1, стоянку PR, станцію RER Аеропорт Шарль де Голль 1[en] (розташовану всередині Roissypôle і поруч із терміналом 3), стоянку PX і станцію RER Аеропорт Шарль де Голль 2 TGV[en], розташована між терміналами 2C, 2D, 2E і 2F
- LISA (фр. Liaison Interne Satellite Aérogar — сполучає термінал 2E із сателітом S3 (L-виходи) і сателітом S4 (M-виходи).

### RER
Аеропорт імені Шарля де Голля з’єднаний із центром Парижа RER B, гібридною лінією приміського та швидкого транспорту. Служба має дві станції на території аеропорту:
- Станція Аеропорт Шарль де Голль 1[en] розташована всередині Roissypôle і поруч із терміналом 3. Станція забезпечує найшвидший доступ до терміналу 1 через сполучення на CDGVAL.
- Станція Аеропорт Шарль де Голль 2 TGV[en], розташована між терміналами 2C, 2D, 2E та 2F.

У більшості випадків між аеропортом імені Шарля де Голля та Парижем на RER B працюють два типи послуг:
- 4 потяги на годину роблять усі зупинки між аеропортом Шарля де Голля та Сен-Ремі-ле-Шеврез
- 4 потяги на годину пропонують безпересадне експрес-сполучення між аеропортом Шарля де Голля, Ольне-су-Буа та Північним вокзалом, а потім усі зупинки до Масі-Палезо

RER B історично перевантажений, тому французька влада будує CDG Express — послугу, яка курсуватиме без зупинок від аеропорту Шарля де Голля до залізничної станції Париж-Східний, починаючи з 2027 року. 
Потяги курсуватимуть частково тими ж коліями що і RER, час в дорозі — 20 хвилин, інтервал — кожні півгодини з 5 ранку до опівночі. 

Очікується, що нова послуга звільнить RER B від пасажирів авіакомпаній, звільнивши місце для місцевих пасажирів, і перенаправить на залізницю 15% автомобільного трафіку до аеропорту. 

### TGV
Термінал 2 включає станцію TGV на лінії LGV Interconnexion Est. 
Високошвидкісні послуги TGV inOui, Ouigo і Thalys працюють від станції, пропонуючи послуги до станцій по всій Франції та до Бельгії та Нідерландів.

### Автобус
- Roissybus пропонує безпересадне експрес-сполучення між станцією Опера паризького метро та аеропортом імені Шарля де Голля, роблячи зупинки в усіх терміналах (крім 2G).
- «Magical Shuttle» пропонує безпересадне експрес-сполучення між паризьким Діснейлендом та аеропортом імені Шарля де Голля, роблячи зупинки в терміналах 1 і терміналах 2E/2F.
- Автобус RATP 350 пропонує місцеве (з усіма зупинками) сполучення між станціями Париж-Східний/Париж-Північний та аеропортом імені Шарля де Голля, усіма терміналами (крім 2G) та іншими районами аеропорту.
- Автобус RATP 351 пропонує місцеве сполучення між станцією Насьон у Парижі, станцією Гальєні, усіма терміналами (крім 2G) та іншими районами аеропорту.
- Маршрути Noctilien[en] N140 і N143 пропонують місцеве обслуговування вночі між станціями Париж-Східний/Париж-Північний та аеропортом Шарля де Голля, усіма терміналами (крім 2G) та іншими районами аеропорту.

### Міжміський автобус
BlaBlaCar Bus і Flixbus пропонують послуги в міжнародних та внутрішніх напрямках з автобусної станції за межами станції RER Аеропорт Шарль де Голль 1.

### Авто
Аеропорт імені Шарля де Голля напряму з’єднаний з автомагістраллю А1, яка сполучає Париж і Лілль.